# 红河乡 (泾川县)
红河乡，是中华人民共和国甘肃省平凉市泾川县下辖的一个乡镇级行政单位。

## 行政区划
红河乡下辖以下地区：
杨吕村、田赵村、龙王桥村、吴家村、朱段村、东庄村、柳王村和姚哈村。